# Procatopus
Procatopus – rodzaj ryb karpieńcokształtnych z rodziny piękniczkowatych (Poeciliidae).

## Klasyfikacja
Gatunki zaliczane do tego rodzaju:
- Procatopus abbreviatus
- Procatopus aberrans
- Procatopus cabindae
- Procatopus nototaenia – błyskotek czerwonogrzbiety[3], lśniącooczka czerwonogrzbieta[3]
- Procatopus similis